# کترینا بلف
کِترینا مری بَلف (‎/kəˈtriːnə ˈbælf/‎; زادهٔ ۴ اکتبر، ۱۹۷۹) یک هنرپیشه و مدل ایرلندی است. از فیلم‌هایی که وی در آن نقش داشته است می‌توان به سوپر ۸، اکنون مرا می‌بینی، نقشه فرار، هیولای پول، فورد در برابر فراری و همچنین به ایفای نقش کلر راندال فریزر در مجموعه تلویزیونی غریبه (۲۰۱۴ تا کنون) اشاره کرد که به خاطر آن برندهٔ جایزه ساترن سال ۲۰۱۵، و نامزد چهار جایزه گلدن گلوب شد. بازی او در بلفاست (۲۰۲۱) نامزدی گلدن گلوب، جایزه انجمن بازیگران فیلم و جایزه آکادمی فیلم بریتانیا را به همراه داشت.
او همچنین برای کارهایش به عنوان یک مدل نمایش مد در چندین برند فشن مطرح و برجسته از جمله بربری، دولچه و گابانا، شنل، لویی ویتون و آرمانی شناخته شده است.

## فلم‌شناسی
| Films that have not yet been released | به فیلم‌هایی اشاره دارد که هنوز منتشر نشده‌اند |

### فیلم
| سال  | عنوان               | نقش          | یادداشت‌ها               | منبع  |
| ---- | ------------------- | ------------ | ----------------------- | ----- |
| ۲۰۰۶ | شیطان پرادا می‌پوشد  | کلکر         | تایید نشده              | [ ۳ ] |
| ۲۰۰۹ | تصویرم کن           | خودش         | مستند، همچنین تهیه‌کننده |       |
| ۲۰۰۹ | A Herculean Effort  | امیلی        | فیلم کوتاه              |       |
| ۲۰۱۱ | سوپر ۸              | الیزابت لم   |                         |       |
| ۲۰۱۱ | لاست لایف           | اوبری        | فیلم کوتاه              |       |
| ۲۰۱۲ | گرگ                 | سالی         | فیلم کوتاه              |       |
| ۲۰۱۲ | لاست آنجلس          | ورونیک       |                         |       |
| ۲۰۱۳ | له‌شدگی              | اندی         |                         |       |
| ۲۰۱۳ | اکنون مرا می‌بینی    | جزمین ترسلر  |                         |       |
| ۲۰۱۳ | نقشه فرار           | جسیکا میلر   |                         |       |
| ۲۰۱۵ | بهای هوس            | گَبْریِل بلوش   |                         |       |
| ۲۰۱۶ | هیولای پول          | دایان لستر   |                         |       |
| ۲۰۱۹ | فورد در برابر فراری | مالی مایلز   |                         |       |
| ۲۰۲۰ | آرزوی کریسمس آنجلا  | مادر دوروتی  | صداپیشه                 | [ ۴ ] |
| ۲۰۲۱ | بلفاست              | ما           |                         |       |
| ۲۰۲۴ | The Cut             | کیتلین هارنی |                         | [ ۵ ] |
| ۲۰۲۵ | آماتور              | TBA          | پساتولید                | [ ۶ ] |

### تلویزیون
| سال        | عنوان                    | نقش                    | یادداشت‌ها                                   | منبع  |
| ---------- | ------------------------ | ---------------------- | ------------------------------------------- | ----- |
| ۲۰۱۰       | The Model Scouts         | خودش / مربی فراری      | دوره گردش ۲، قسمت ۲                         | [ ۳ ] |
| ۲۰۱۲       | زیبایی درون              | الکس #۳۴               | نقش اصلی؛ ۵ قسمت                            |       |
| ۲۰۱۲–۲۰۱۳  | H+: The Digital Series   | بریانا شیهان           | نقش اصلی؛ ۷ قسمت                            |       |
| ۲۰۱۴–اکنون | غریبه                    | کلیر بیچمپ رندال-فریزر | نقش اصلی؛ ۶۷ قسمت همچنین تهیه‌کننده؛ ۱۲ قسمت | [ ۷ ] |
| ۲۰۱۹       | بلور تاریک: دوران مقاومت | تاورا                  | صداپیشه؛ ۹ قسمت                             |       |
| ۲۰۱۹       | نامهٔ کریسمس              | الی                    | صداپیشه؛ تله‌فیلم                            | [ ۸ ] |